# Raymond Blaise Des Bergères de Rigauville
Pour les articles homonymes, voir Blaise.
Raymond Blaise Des Bergères de Rigauville, né en 1655 à Orléans et mort le 21 juillet 1711 à Montréal, était un officier français qui prit une part importante dans l'histoire de la Nouvelle-France. 

## Biographie
Pendant sept ans, Raymond Blaise Des Bergères de Rigauville servit en France dans la seconde compagnie des mousquetaires du roi. 
Le 5 mars 1685, quelques mois avant son départ pour le Canada, on le promut capitaine dans les Troupes de la Marine.
La même année, en 1685, il embarqua pour l'Amérique avec son jeune fils Nicolas. Ils arrivèrent avec le nouveau gouverneur de la Nouvelle-France, le Marquis de Denonville, qui était chargé de contrôler les Amérindiens et des territoires appartenant à la France. Raymond joua un rôle important dans ses différentes positions tout le long de sa carrière. 
Il fut commandant de trois forts importants de la Nouvelle-France ; les forts Niagara, Frontenac et Chambly. Il fut aussi nommé au poste de lieutenant du roi à Trois-Rivières.
En juillet 1689, le capitaine Raymond Blaise Des Bergères de Rigauville fut blessé au cours d’un combat à l’épée, par le commandant François Lefebvre Duplessis Faber qui dut lui payer un dédommagement financier.
Il est inhumé à Montréal.